# Buellia bogongensis
Buellia bogongensis är en lavart som beskrevs av Elix. Buellia bogongensis ingår i släktet Buellia och familjen Physciaceae.   Inga underarter finns listade i Catalogue of Life.